# 清水一登
清水 一登（しみず かずと、1956年〈昭和31年〉11月2日 - ）は、東京都出身の音楽家、キーボーディスト、クラリネット奏者。妻は同じくミュージシャンのれいち。
1970年代、アマチュア時代からプログレバンド・新●月のサポートに参加。1980年代に入りプロとして活動するようになると、板倉文とともにチャクラ、Killing Timeに参加。
キーボードを中心に、ピアノ・マリンバ・クラリネット・サックス・スティールパンなど多彩な楽器を演奏するマルチ・プレイヤーとして、さまざまなミュージシャンのサポートやユニットで活動している。

## ディスコグラフィー
- yet somehow... - 1990年、puff up

## 参加ユニット
- チャクラ
- Killing Time
- はにわちゃん
- オパビニア
- ハルキゲニア
- ヒカシュー
- 真○月

### AREPOS(アレポス)
清水一登とれいちから成るユニット。ユニット名の由来は、アントン・ヴェーベルンが十二音技法を説明する際に用いたラテン語の回文SATOR AREPO TENET OPERA ROTASから。1989年結成。
- AREPOS - 1989年
- ここだけの話 - 1995年
- あおいフラスコ - 1999年
- other Colours - 2005年
- ヘンなダンス - 2015年
- AREPOS （再発売）- 2016年

### シャクシャイン
梅津和時(Sax)、今堀恒雄(Gt.)、三好好郎(Gt.)、清水一登(Key.)、水野正敏(B.)、八尋知洋(Perc.)から成る。1997年解散。
- 大雑把 - 1992年、blues interactions
- DESERT IN A HAND - 1997年、Knitting Factory Works

### おU
清水一登(Key.)、向島ゆり子(Vl.)、渡辺等(B.)、れいち(Ds.)、今堀恒雄(Gt.)、矢口博康(Sax)、松本治(Tb.)から成る。元メンバーに近藤達郎、篠田昌已。1987年～1995年に活動。以降、2003年のアルバムリリースを除き、活動停止。
- おU - 2003年、POSEIDON

## サポート参加
ゴンチチ、EL-MALO、サンディー、土屋昌巳、THE MODS、藤井尚之、小比類巻かほる、原マスミ、泯比沙子、小泉今日子、Phonogenix、小島麻由美、ソウルシャリスト・エスケイプ、ティポグラフィカ、カルメン・マキ、Eriなど。